# 日本壮头蛛
日本壮头蛛（学名：Chorizopes nipponicus）为园蛛科壮头蛛属的动物。分布于日本以及中国大陆的浙江、湖北、湖南、广西等地。该物种的模式产地在湖南、广西。